# Banco de arena

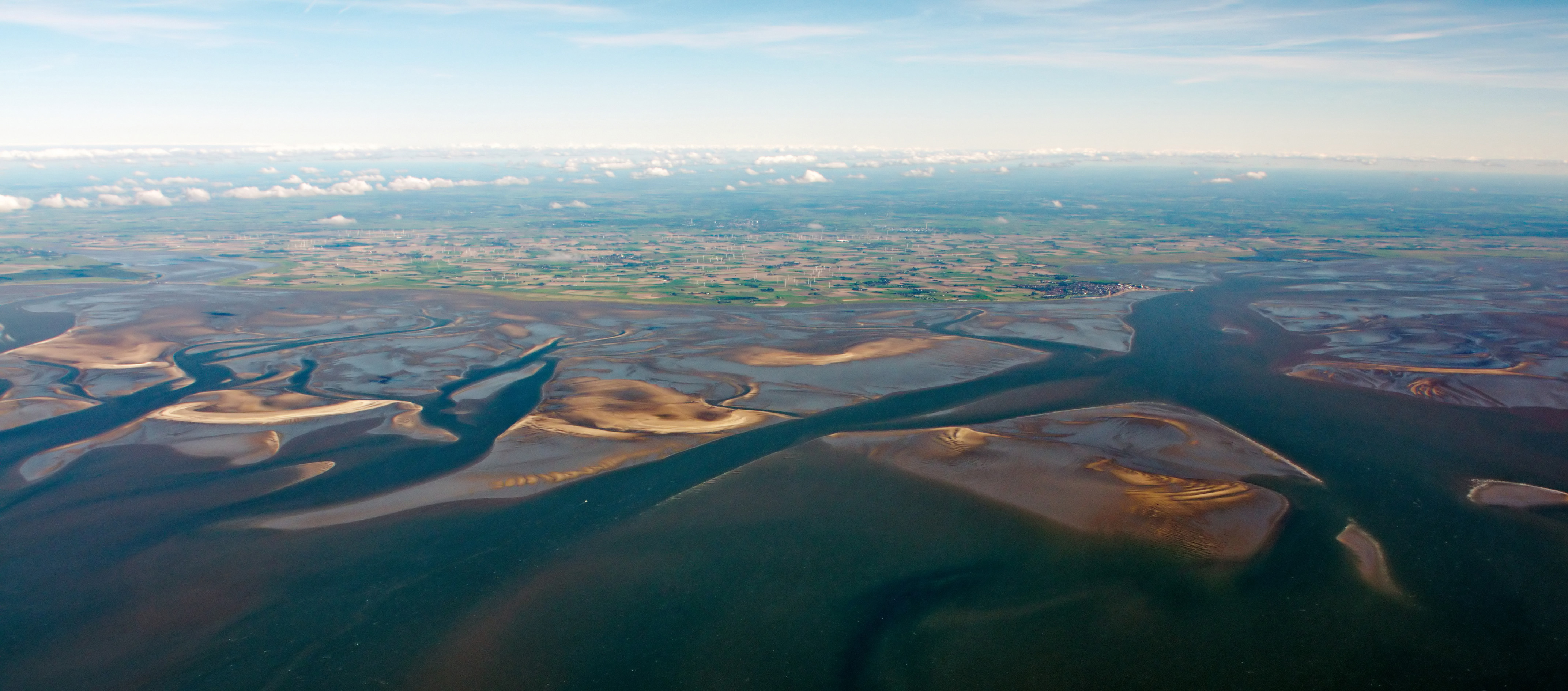
Bancos de arena en el mar de Frisia septentrional (Alemania).

Un banco de arena (también sirte) es la acumulación de arena o grava a lo largo del litoral o en el lecho de un río.
En los estuarios se forman al ser entallados los aluviones por múltiples brazos del río. Terminan siendo moldeados por el flujo y reflujo de la marea. Otros bancos son formados en el lecho de los ríos por abandono de la arena y de las gravas arrastradas por el torrente. 
Su formación obedece a ciertas leyes: son asimétricos, ya que la pendiente es moderada en su cola (aguas arriba), pero abrupta en su cabeza; su eje no es paralelo al del cauce del río. Avanzan aguas abajo, pues, durante las crecidas, el agua arranca a la cola materiales que, rodando o saltando sobre el dorso del banco, acaban por caer al pie del talud frontal.

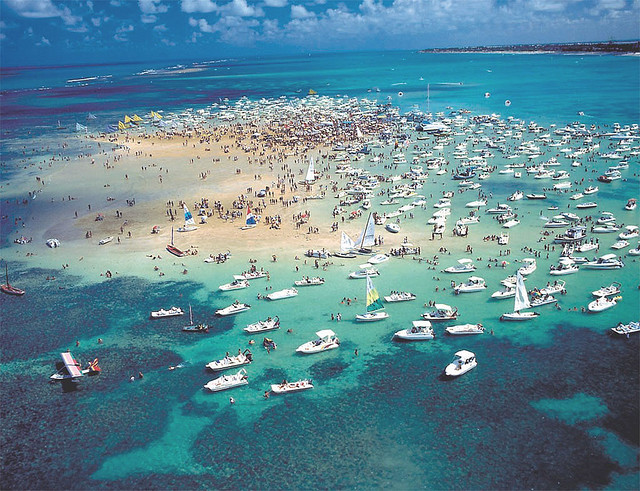
Banco de arena en la costa de Paraíba (Brasil).
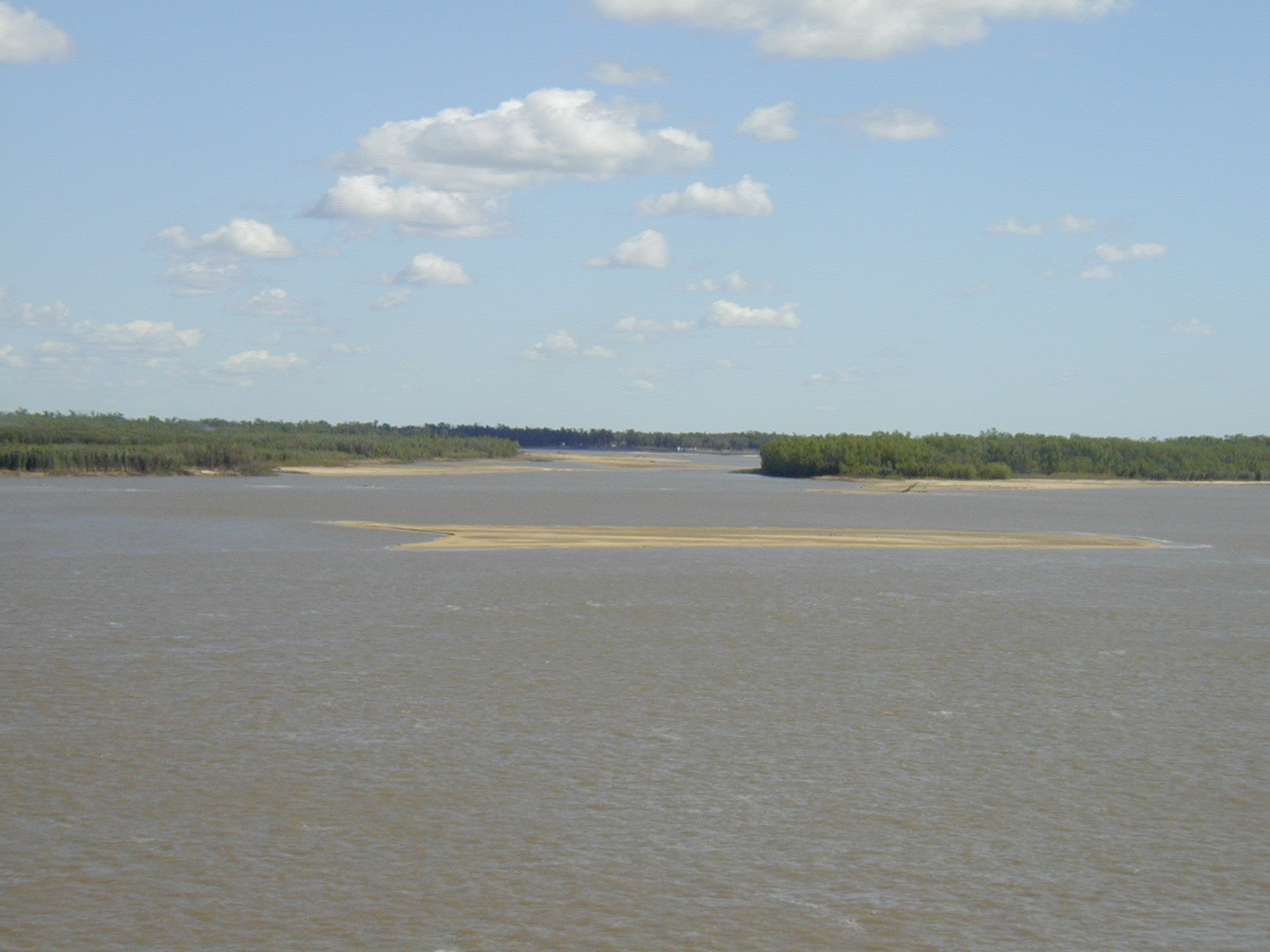
Banco de arena en el río Paraná.

## Algunos ejemplos
- Banco de arena Ayungin
- Banco de arena Walker